# Xylotrechus kuatunensis
Xylotrechus kuatunensis là một loài bọ cánh cứng trong họ Cerambycidae.